# The Link
The Link ist der Name eines im Bau befindlichen Zwillingswolkenkratzers im Pariser Vorort Puteaux in der Bürostadt La Défense. Der Baubeginn erfolgte im Juni 2021. Fertiggestellt wird das Hochhausensemble voraussichtlich im Jahr 2025. Die beiden Wolkenkratzer werden über 130.000 m², verteilt auf 52 bzw. 35 Etagen, verfügen. Bei seiner Fertigstellung im Jahr 2025 wird der höhere der beiden Wolkenkratzer das höchste Gebäude in Frankreich sein. Hauptmieter wird der französische Ölkonzern TotalEnergies sein, der seine knapp 6.000 Mitarbeiter, die aktuell ebenfalls in La Défense, aufgeteilt in den Bürohochhäusern Tour Total Coupole und Tour Michelet arbeiten, in Zukunft nur noch an einem Standort vereinen möchte.
Im Juni 2020 begannen die Abbrucharbeiten des Bürogebäudes Le Michelet PB22, um Platz für The Link zu schaffen. Nach Abschluss der Abbrucharbeiten begannen im Juni 2021 die Gründungsarbeiten für das neue Hochhausensemble.
Die unteren 35 Etagen der beiden Türme werden über Brücken miteinander verbunden sein, woher auch der Name The Link stammt.
Der Büroturm ist mit der Métrostation La Défense und dem Bahnhof La Défense an den öffentlichen Nahverkehr im Großraum Paris angebunden.

## Galerie

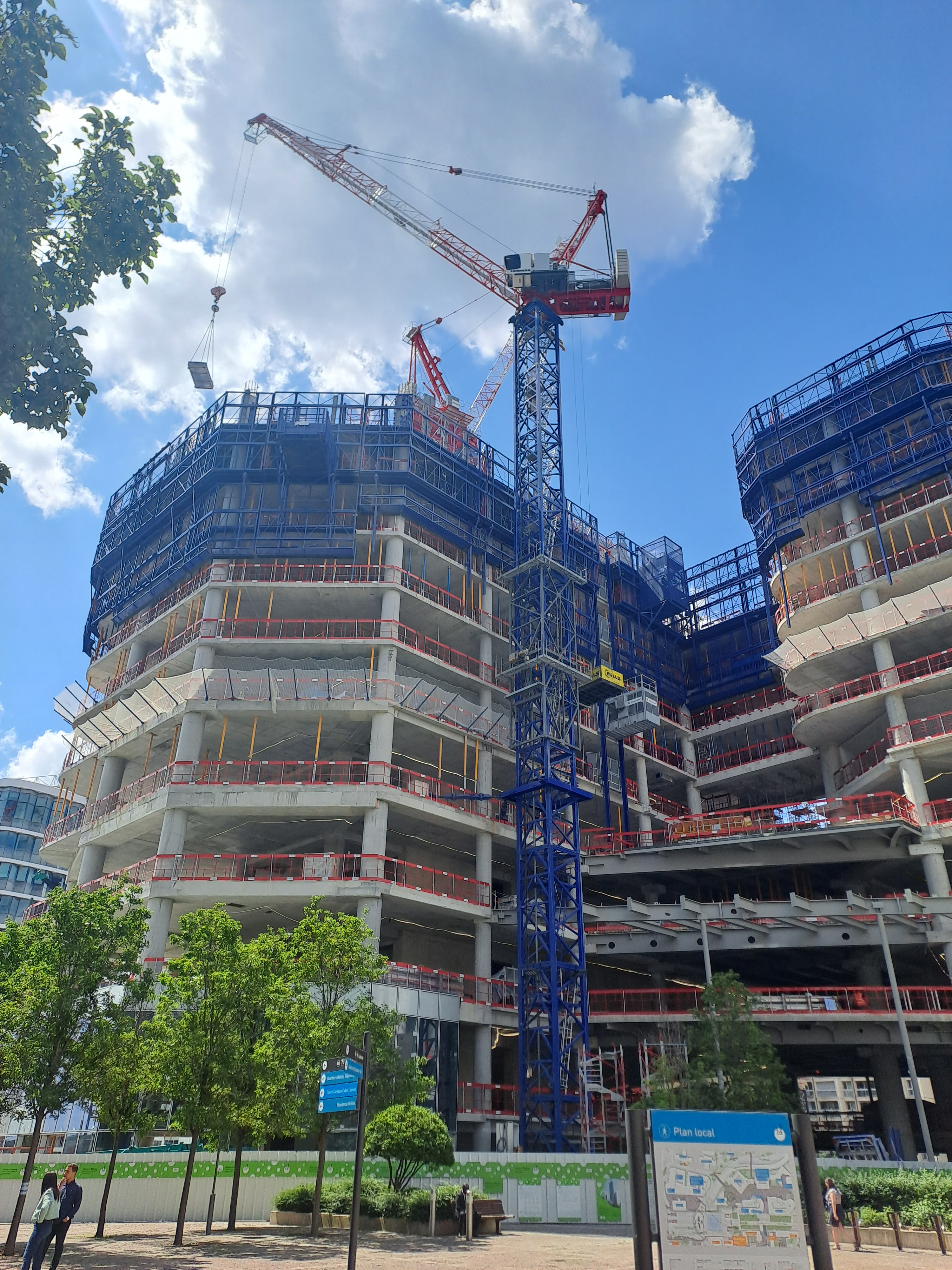
The Link im Bau im Juli 2023
The Link im Bau im Januar 2025
The Link im Bau im Januar 2025